# Елань (Кемеровская область)
Елань — посёлок в Новокузнецком районе Кемеровской области России. Административный центр Еланского сельского поселения.

## История
Елань основана в 1930 году переселенцами из Белоруссии. В 1990—е годы был ликвидирован совхоз «Еланский», количество жителей села стало уменьшаться, однако в послеперестроечное время убыль населения пошла на спад. Еланский сельсовет был образован в январе 1969 года выделением из Атамановского сельсовета. В административно-территориальное подчинение новой территории вошли населённые пункты Елань, Смирновка, Муратово, Ашмарино. Постановлением Коллегии Администрации Новокузнецкого (сельского) района Кемеровской области от 26 января 1995 года № 12 Еланский сельсовет реорганизован в администрацию Еланской сельской территории с теми же населенными пунктами.

## Географическое положение
Расстояние до:
- районного центра (Новокузнецк): 15 км от п. Елань
- ближайшей ж/д станции (Абагур-Лесной): 3 км

## Климат
Климат района расположения территории резко континентальный с продолжительной (до 5—6 месяцев) холодной зимой (температура до −45 °C) и коротким жарким (до +35 °C) летом. Среднегодовое количество атмосферных осадков составляет 520 мм, большая часть которых выпадает летом (май — сентябрь). Снежный покров мощностью до 1 м сохраняется с начала ноября по март. Промерзание грунта достигает 1,5 метров. Ветры в районе территории преимущественно юго-западные со скоростью 1,6—4,4 м/с, иногда до 25—30 м/с. Штилевая погода отмечается чаще всего зимой.
| Показатель                    | Янв.  | Фев.  | Март  | Апр.  | Май  | Июнь | Июль | Авг. | Сен. | Окт. | Нояб. | Дек.  | Год   |
| ----------------------------- | ----- | ----- | ----- | ----- | ---- | ---- | ---- | ---- | ---- | ---- | ----- | ----- | ----- |
| Абсолютный максимум, °C       | 4,1   | 7,8   | 18,3  | 28,5  | 34,8 | 35,0 | 36,0 | 35,9 | 31,0 | 24,3 | 15,1  | 7,3   | 36,0  |
| Средний суточный максимум, °C | −11,1 | −8    | −0,7  | 8,5   | 18,3 | 22,7 | 24,8 | 22,7 | 15,9 | 7,9  | −2,9  | −9,1  | 7,4   |
| Средняя температура, °C       | −15   | −13,2 | −5,9  | 2,9   | 11,5 | 16,4 | 18,8 | 16,2 | 10,0 | 2,9  | −6,5  | −13,2 | 2,1   |
| Средний суточный минимум, °C  | −18,5 | −16,7 | −10   | −1,8  | 5,8  | 11,1 | 13,7 | 11,2 | 5,3  | −0,6 | −9,5  | −16,5 | −2,2  |
| Абсолютный минимум, °C        | −47,7 | −42,2 | −33,9 | −26,1 | −8,9 | −1,4 | 2,2  | 0,2  | −6,1 | −23  | −37,7 | −40   | −47,7 |
| Норма осадков, мм             | 24    | 18    | 16    | 26    | 38   | 54   | 69   | 56   | 36   | 42   | 38    | 30    | 447   |
| Источник: Погода и Климат     |       |       |       |       |      |      |      |      |      |      |       |       |       |

## Гидрогеология
По геологическому строению территория приурочена к южной части Кузнецкого бассейна и в его пределах находится в Осинниковском геолого-промышленном районе, в разрезе которого распространены верхнепермские отложения казанково-маркинской свиты ильинской подсерии, залегающие на глубине 11—25 метров. С поверхности песчаники, алевролиты, аргиллиты верхней перми. Верхнепермские отложения перекрыты аллювиальными осадками пойменной и первой надпойменной террасы р. Кондомы, имеющей двухслойное строение: русловая фракция гравийно-галечного состава мощностью от 2—9 до 20 метров перекрывается суглинками, иногда с прослоями песков. Общая мощность аллювиальных отложений составляет от 10—15 до 25—30 метров.
В гидрогеологическом отношении территория находится в пределах Кузнецкого адартезианского бассейна трещинно-блоковых вод, приуроченных к толще терригенных пород ильинской подсерии верхней перми, перекрытых водоносными осадками аллювия р. Кондома. Залегающий с поверхности водоносный комплекс современных и верхнечетвертичных аллювиальных отложений пользуется широким распространением в долинах р. Кондомы и её притоков. Подземные воды связаны с отложениями поймы и приурочены к песчано-гравийно-галечниковому горизонту. Подошва его находится на 2—11 метров ниже уровня воды в реке. Мощность комплекса составляет 2—20 метров при средних значениях 5—7 метров. Глубина залегания водоносных пород увеличивается от поймы (0—5 м) к заокраинной части надпойменной террасы (10—15 м). Фильтрационные свойства галечников характеризуются коэффициентами фильтрации 6—37 метров в сутки. Дебиты скважин составляют обычно 0,5—3,3 л/с при понижениях уровня соответственно 4,7 и 3,7 метров. Воды аллювия гидрокарбонатные кальциевые и кальциево-натриевые с минерализацией, в основном, до 1 г/дм. В водах отмечается повышенное содержание железа. В пределах п. Елань воды загрязнены нитратами. Питание водоносного комплекса происходит за счет атмосферных осадков, местное. Подземные воды аллювиальных отложений каптируются, в основном, колодцами и используются населением для полива огородов и водопоя скота.
Водоносный комплекс верхнепермских отложений ильинской подсерии в долине р. Кондома залегает под осадками аллювия на глубинах от 8—15 до 20—30 метров. Водоизмещающие породы представлены алевролитами, песчаниками, аргиллитами с прослоями углей. Породы обводнены неравномерно. Наиболее обводнена верхняя зона экзогенной трещиноватости пород до глубины 80—120 м. Воды обычно безнапорные на водоразделах и слабо напорные в долинах рек. Уровни подземных вод устанавливаются на глубинах от 14 до +0,5 метров. Дебит скважин 1,1—11,1 л/с при понижениях 11,7 и 25 метров соответственно. Качество подземных вод верхнепермских отложений ильинской подсерии характеризуется минерализацией 0,46—0,94 г/дм и гидрокарбонатным кальциевым и кальциево-магниевым составом. Из загрязняющих компонентов отмечено повышенное содержание железа (до 3—6 ПДК) и марганца (2—10 ПДК). Питание водоносного комплекса происходит за счет атмосферных осадков. Подземные воды ильинской подсерии используются для хозпитьевого водоснабжения населения.
По характеру растительности территорию можно отнести к лесостепи. Из лесной растительности преобладают массивы лиственных и смешанных лесов.
Географическое положение и близкое расположение к Новокузнецку и Осинникам оказало существенное влияние на развитие реального сектора экономики и предпринимательства в сфере развития малого и среднего бизнеса.

## Население
| 2010 |
| ---- |
| 1704 |

## Организации
В посёлке Елань находятся: школа, детский сад, библиотека, школа искусств, дом культуры.